# Prepare Consume Proceed
Prepare Consume Proceed è il primo EP del gruppo musicale inglese Loathe, pubblicato indipendentemente il 2 ottobre 2015.
Il 24 giugno 2016, in seguito alla firma con la SharpTone Records, la band pubblica il video musicale Sheol/In Death, mentre l'8 luglio 2016 l'EP viene ristampato dall'etichetta con un nuovo artwork.

## Tracce
1. The Inevitable – 1:31
2. Banshee – 2:34
3. Sheol – 0:41
4. In Death – 4:35
5. Rest; in Violence – 3:05
6. Gehenna – 1:04
7. Solace; in Soil – 5:11

## Formazione
- Kadeem France – voce death
- Erik Bickerstaffe – chitarra solista, voce melodica, voce death
- Connor Sweeney – chitarra ritmica
- Shayne Smith – basso
- Sean Radcliffe – batteria